# Dickinsia hydrocotyloides
Dickinsia hydrocotyloides är en flockblommig växtart som beskrevs av Adrien René Franchet. Dickinsia hydrocotyloides ingår i släktet Dickinsia och familjen flockblommiga växter. Inga underarter finns listade i Catalogue of Life.